# Колыберово
Колыберево — упразднённый рабочий посёлок в Воскресенском районе Московской области. В 1954 году включен в состав города Воскресенск.

## География
Расположен в районе железнодорожных платформ Шиферная и Москворецкая.
Бывший центр Колыберевской волости Коломенского уезда Московской губернии. Имя посёлка сохраняется в названии улицы Колыберевская Воскресенска.

## История
В 1770 году сельцо Колуберево располагалось на речке Семиславке возле впадения в реку Москву. На востоке к сельцу примыкал погост Пять крестов, на юге располагалось сельцов Суворово, на противоположном берегу реки Москвы находилось село Ачкасово.
Посёлок возник во второй половине XIX века при разработке известняковых месторождений. На их базе в 1870 году вступил в строй Воскресенский цементный завод.
В 1926 году деревня Колыберово Колыберовского сельсовета Колыберовской волости возле станции Москворецкая входила в Коломенский уезд Московской губернии. В деревне располагались сельсовет, единое потребительское общество и школа 1 ступени. В 1926 году в Цементном заводе Колыберовского сельсовета была амбулатория.
В советское время были построены шиферный завод № 1 (1929), шиферный завод № 2 (1933), асботрубный завод (1934), цементный завод «Гигант» (1936?), шиферный завод № 3.
Постановлением президиума Мособлисполкома № 423 от 22 марта 1934 был образован рабочий посёлок Колыберево, в который вошли населённые пункты: Колыберово, Суворово, Павлово, Погост Пяти Крестов и заводы «Красный Строитель», «Цементный гигант». Колыберовский сельсовет был расформирован.
1 июля 1934 года ВЦИК постановила образовать рабочий посёлок «Колыберово», Воскресенского района, включив в его состав следующие населённые пункты: Колыберово, Павлово, Суворово, Погост пяти крестов, «Красный строитель» и территорию действующих промпредприятий — асботрубного, шиферного, цементного, кирпичного и механического заводов и строительство асботермитного и нового цементного заводов.
В 1954 году рабочий посёлок Колыберово вошёл в состав города Воскресенска.

## Население
| 1926 | 1939    |
| ---- | ------- |
| 210  | ↗11 800 |

В 1926 году в деревне Колыберово числилось 99 мужчин и 111 женщин (210 человек), проживающих в 51 крестьянском дворе. В 1926 году в Цементом заводе числилось 296 мужчин и 150 женщин (446 человек), проживающих в 257 дворах.